# 冷水溪乡 (芷江县)
冷水溪乡，是中华人民共和国湖南省怀化市芷江侗族自治县下辖的一个乡镇级行政单位。

## 行政区划
冷水溪乡下辖以下地区：
桐油坪村、社山坪村、瓮致溪村、冷水溪村、三门坡村、瓮当溪村、潘家田村、陡山村、王家庄村、龙孔坪村、向家元村和大军田村。